# Соф'ян Буфаль
Соф'я́н Буфа́ль (фр. Sofiane Boufal, нар. 17 вересня 1993, Париж, Франція) — французько-марокканський футболіст, лівий півзахисник бельгійського клубу «Юніон Сент-Жилуаз» та збірної Марокко.

## Клубна кар'єра

### «Анже»
У віці 11 років приєднався до академії футбольного клубу «Анже», де швидко прогресував і 2012 року зумів дебютувати за головну команду.
Після багатообіцяючого сезону 2013—2014, розігруючий в 2014—2015 роках підтвердив рівень своєї гри забивши 4 голи і віддавши 3 передачі в 16 матчах (з яких 13 провів у стартовому складі).

### «Лілль»
Починаючи з грудня 2014 року до півзахисника проявляли увагу «Ювентус», «Евертон», «Бордо», «Тулуза», «Марсель», але Соф'ян обрав «Лілль». 9 січня 2015 на сайті «мастифів» було офіційно оголошено про підписання контракту строком на 4,5 роки.
Дебютував за команду «сіверян» 14 січня у домашньому матчі Кубка Ліги проти «Нанта», зустріч закінчилась з рахунком 2:0, на користь господарів, а півзахисник відіграв 13 хвилин, вийшовши на поле у другому таймі замість Нолана Ру. 12 квітня у грі з «Евіаном» Соф'яну вдалось забити свій перший гол за «мастифів», який приніс «Ліллю» перемогу. Під кінець сезону Буфаль став важливим гравцем основи «догів», йому ще двічі вдалось забити, а також віддати 6 гольових передач.
Провівши вдало першу частину сезону 15/16 (17 матчів / 5 голів), Соф'ян потрапив у сферу інтересів таких клубів, як «Ліверпуль», «Манчестер Сіті», «Парі Сен-Жермен», «Інтер» та «Манчестер Юнайтед».

### «Саутгемптон»
29 серпня 2016 року англійський «Саутгемптон» оголосив, що клуб підписав з Буфалем контракт на п'ять років, заплативши за гравця рекордну суму — £ 16 мільйонів, що є більшою, ніж £ 15 мільйонів, які клуб заплатив «Ромі» за Пабло Освальдо в серпні 2013 року.

## Кар'єра в збірній
26 травня 2015 року Соф'ян потрапив до списку 28 гравців, які були викликані до національної збірної Марокко на відбірковий матч кубка африканських націй проти Лівії. Але через невелике пошкодження на тренуванні йому так і не вдалось дебютувати за збірну.
26 березня 2016 року Соф'ян Буфал дебютував у складі збірної Марокко у матчі проти збірної Кабо-Верде в рамках відбіркового турніру Кубка африканських націй 2017, проте на фінальний турнір Буфаль поїхати так і не зміг через травму. Згодом брав участь зі збірною у турнірах 2019 та 2021 років.

## Клубна статистика
Дані станом на 8 лютого 2016 року
| Клуб              | Сезон             | Ліга | Ліга | Ліга | Кубок | Кубок | Кубок | Європа | Європа | Європа | Всього | Всього | Всього |
| Клуб              | Сезон             | Ігри | Голи | Паси | Ігри  | Голи  | Паси  | Ігри   | Голи   | Паси   | Ігри   | Голи   | Паси   |
| ----------------- | ----------------- | ---- | ---- | ---- | ----- | ----- | ----- | ------ | ------ | ------ | ------ | ------ | ------ |
| «Анже» (Ліга 2)   | 2012-13           | 2    | 0    | 0    | 2     | 0     | 0     | -      | -      | -      | 4      | 0      | 0      |
| «Анже» (Ліга 2)   | 2013-14           | 28   | 0    | 2    | 3     | 0     | 0     | -      | -      | -      | 31     | 0      | 2      |
| «Анже» (Ліга 2)   | 2014-15           | 16   | 4    | 3    | 3     | 0     | 0     | -      | -      | -      | 19     | 4      | 3      |
| Всього            | Всього            | 46   | 4    | 5    | 8     | 0     | 0     | -      | -      | -      | 54     | 4      | 5      |
| «Лілль» (Ліга 1)  |                   |      |      |      |       |       |       |        |        |        |        |        |        |
| 2014-15           | 14                | 3    | 6    | 2    | 0     | 0     | -     | -      | -      | 16     | 3      | 6      |        |
| 2015-16           | 20                | 6    | 2    | 5    | 1     | 0     | -     | -      | -      | 25     | 7      | 2      |        |
| Всього            | Всього            | 34   | 9    | 8    | 7     | 1     | 0     | -      | -      | -      | 41     | 10     | 8      |
| Всього за кар'єру | Всього за кар'єру | 80   | 13   | 13   | 15    | 1     | 0     | -      | -      | -      | 95     | 14     | 13     |

## Титули і досягнення
- Чемпіон Бельгії (1):

«Юніон Сент-Жилуаз»: 2024–2025